# Božice i bogovi
Božice i bogove ljudi štuju još od prahistorijskih vremena, jer su natprirodna bića za koje se vjeruje da upravljaju prirodom i ljudskom sudbinom. Mitologija u koju su smješteni pokušava objasniti kako i zašto je nastao život te razjašnjava sile koje su izvan ljudske kontrole. Rituali povezani s tim natprirodnim bićima, ili božanstvima, moćna su sila u međusobnom povezivanju društva. Brojnost bogova i božica što se štuju diljem svijeta održava raznolikost i moć ljudske mašte.

### Božice
Sve kulture su imale božicu majku, jedno od najstarijih božanstva, koja je predstavljala prirodu i plodnost. U starom Egiptu zvala se Izida i možda je model kršćanske Madonne. Još jedna egipatska božica plodnosti je lijepa Hathor, božica-krava. U grčkoj mitologiji je plodnost povezivana s Gejom, Velikom Majkom, Demetrom, Gejinom unukom i njezinom kćeri Perzefonom. U hinduizmu je Durga moćna božica ratnika. Često se prikazuje s lijepim licem i s 10 ruku, u kojima drži oružje. Mnoge stare kulture imale su božicu Majku Zemlju, koja je personifikacija Zemlje i plodnosti. Grci su štovali Geju, Rimljani Tellus Mater (Terru). Od ovakvih štovanja Egipćani čine iznimku – kod njih je Zemlja muški element, bog vegetacije Geb. Još i danas sekte štuju Majku Zemlju, a u davnini su ju štovale gotovo sve poganske religije.

### Bogovi
Najviše onoga što znamo o bogovima i božicama prenosili su muškarci, a ne žene, stoga muški bogovi – često bogovi rata – uvelike dominiraju u mitologiji. Mnogi mitovi govore o borbi između dobra i zla. Neka božanstva su ljubazna i pravedna, dok druga, primjerice norveški bog Loki, čine zlo i izdaju druge bogove i ljude. Bogovi mogu biti prikazani u ljudskom obličju ili kao polučovjek i poluživotinja. Mnogi egipatski bogovi su imali životinjsku glavu, a božice su bile ljudskog lika.
U norveškoj mitologiji Thor je bog neba, kiše, groma i poljodjelstva. Kad Thor baci svoj čekić, poznat kao mjollnir, on stvara gromove i munje. Norveški bogovi kao Thor i Odin štovani su u dijelovima Skandinavije sve do 12. stoljeća. Mars je bio bog rata i smatrali su ga ocem osnivača Rima. Mnogi rimski bogovi imali su svoje parnjake u starijim grčkim prethodnicima. Mars se u grčkoj mitologiji zvao Ares. Otac Nebo je božanstvo i personifikacija neba, a štuju ga mnoge drevne religije. To su grčki Uran, rimski Cel, a iznimku čine Egipćani, kod njih je nebo ženska stvar, božica Nut.

## Žrtvovanja
Žrtvovanje je prinošenje životinje, biljke, imovine, pa čak i ljudskog bića da bi se umilostivilo ili primirilo božanstvo. U drevnim kulturama žrtve se prinosilo bogovima i boginjama u posebne dane ili tijekom važnih svečenosti. Stari Rimljani takve su prilike označavali suovetaurillama, specijalnim žrtvama bika, ovna ili svinje- najdragocijenijom stokom u Rimu.
Azteci su ljudske žrtve prinosili bogu Sunca Tezcatlipoci. Tog božanstva Azteci su se najviše bojali od svih bogova pa su u njegovo ime žrtvovali tisuće ljudi, obično ratnih zarobljenika. Također su pažljivo birali svoju žrtvu kojoj su se pridavale velike časti tijekom jedne godine. Potom je na dan prinošenja žrtve svećenik otvarao njezine grudi i Tezcatlipoci ponudio njeno srce. Rimski povjesničari zabilježili su da su keltska plemena u Galiji (Francuska) ljudske žrtve stavljali u pletenu košaru i spaljivali ih žive. Figure pletene od pruća još uvijek se spaljuju na svetkovinama u Španjolskoj. U mnogim društvima svećenici predstavljaju ljudsku vezu između svijeta prirode i natprirodnog svijeta bogova. Smatralo se da oni imaju posebne, često magijske moći i da mogu obavljati rituale žrtvovanja. Nošnje znače autoritet i predstavljaju tradiciju. Svećenikova nošnja naroda Nkimba u Kongu, zapadna Afrika, sastoji se od ukrasne drvene maske i mreže od trave ukrašene perjem.Šamani američkih indijanskih plemena nosili su maske koje su predstavljale duha zaštitnika. To ukazuje na povezanost svijeta ljudi i svijeta duhova. Riječ "proročanstvo" označava izravnu komunikaciju s božanstvom kroz usta svećenika. Najpoznatije proročište bilo je delfijsko u staroj Grčkoj u hramu boga Apolona. U grčkoj mitologiji junaci Edip i Heraklo savjetovali su se s proročicom čiji su odgovori na pitanja uvijek bili dvosmisleni.

## Podjela božanstva
Božice i bogove dijelimo na: bogove prirode, ljubavi i plodnosti, te rata i smrti.

### Božanstva prirode
- Luna – rimska božica Mjeseca, za koju su stari Rimljani vjerovali kako se prikazuje u vedrim noćima te se vozi kolima po noćnom nebu,
- Bog kiše – uzvišeno božanstvo civilizacije Maya (Južna Amerika),
- Men – antologijski bog Mjeseca,
- Azteški bog  ratarstva,
- Sirijska božica  rijeke,
- Cerera – rimska božica žetve, Zemlje,
- Posejdon – grčki bog mora, suprug Amfitrite,
- Silvan – bog neobrađene zemlje,
- Keltski bog  rijeka.
- Apolon – rimski bog Sunca,
- Hefest – grčki bog vatre,
- Susano – japanski bog groma i munje,
- Geb – egipatski bog vegetacije i Zemlje.

### Božanstva ljubavi i plodnosti
- Artemida – grčka božica plodnosti,
- Amor – rimski bog ljubavi,
- Prijap – grčki bog plodnosti,
- Venera – rimska božica ljubavi i ljepote,
- Afrodita – grčka božica ljubavi i ljepote,
- Junona – rimska božica majčinstva i braka,
- Eros – grčki bog ljubavi (Afrodita je Erosova majka),
- Hathor – egipatska božica ljubavi, ljepote i plodnosti.

### Božanstva rata i smrti
- Perzefona – grčka kraljica podzemnog svijeta,
- Ares – grčki bog rata,
- Kerber – pas koji čuva podzemni svijet,
- Serapis – egipatski bog smrti,
- Had – grčki bog podzemnog svijeta,
- Oziris – egipatski bog podzemnog svijeta,
- Atena – grčka božica rata.